# Soontaga
Soontaga (Duits: Sontack) is een plaats in de Estlandse gemeente Tõrva, provincie Valgamaa. De plaats heeft de status van dorp (Estisch: küla).
Tot in oktober 2017 lag Soontaga in de gemeente Puka. De gemeente werd in oktober 2017 opgedeeld tussen de gemeenten Elva en Otepää. Soontaga ging als enige plaats in de gemeente naar Tõrva.

## Bevolking
Het dorp had 43 inwoners op 31 december 2011 en 32 inwoners op 31 december 2021.

## Ligging
Bij Soontaga ligt het natuurreservaat Soontaga looduskaitseala met een oppervlakte van 12,3 km². Een klein deel van het natuurgebied ligt in de gemeente Elva.

## Geschiedenis
Een landgoed Soontaga wordt voor het eerst genoemd in 1439 onder de naam Sontacke. Van een nederzetting Sotack was voor het eerst sprake in 1731. Het landgoed verloor in de 17e eeuw zijn zelfstandigheid. Het was achtereenvolgens onderdeel van de landgoederen Rannu, Rõngu en (voor een deel) Sangaste. Het landhuis van het landgoed bestaat nog, maar het staat leeg en verkeert in slechte staat.
In 1939 kreeg Soontaga officieel de status van dorp. In 1977 werden de dorpen Laane en Sika en een deel van Põrja bij Soontaga gevoegd.